# لوران دوراند
لوران دوراند (بالفرنسية: Laurent Durand)‏ هو ناشر فرنسي، ولد في 1712، وتوفي في 12 مايو 1763.